# Ритана
Рита̀на (на италиански: Rittana; на пиемонтски: Ritan-a, Ритан-а, на окситански: Ritana, Ритана) е село и община в Северна Италия, провинция Кунео, регион Пиемонт. Разположено е на 753 m надморска височина. Населението на общината е 105 души (1 януари 2023).